# Karlsruhe (distrito)
Karlsruhe é um distrito da Alemanha, na região administrativa de Karlsruhe , estado de Baden-Württemberg. Com uma área de 1.084,88 km² e com uma população de 424.276 habitantes (2002).

## Cidades e municípios
- Cidades:

1. Bretten
2. Bruchsal
3. Ettlingen
4. Kraichtal
5. Östringen
6. Philippsburg
7. Rheinstetten
8. Stutensee
9. Waghäusel

- Municípios:

1. Bad Schönborn
2. Dettenheim
3. Eggenstein-Leopoldshafen
4. Forst (Bruchsal)
5. Gondelsheim
6. Graben-Neudorf
7. Hambrücken
8. Karlsbad
9. Karlsdorf-Neuthard
10. Kronau
11. Kürnbach
12. Linkenheim-Hochstetten
13. Malsch
14. Marxzell
15. Oberderdingen
16. Oberhausen-Rheinhausen
17. Pfinztal
18. Sulzfeld
19. Ubstadt-Weiher
20. Waldbronn
21. Walzbachtal
22. Weingarten (Baden)
23. Zaisenhausen